# Аксмінстер
А́ксмінстер (англ. Axminster) — місто в північно-західній Англії.

## Міста-побратими
- Дувр-ла-Делівранд, Франція